# Edith Weiss-Mann
Edith Weiss-Mann, geb. Weiss (* 11. Mai 1885 in Hamburg; † 18. Mai 1951 in Westfield, New Jersey) war eine deutsche Cembalistin, Klavierpädagogin und Musikkritikerin.

## Leben und Wirken
Edith Weiss war eine Tochter des Kaufmanns Emil Weiss und dessen Gattin Hermine, geborene Rosenfeld. Sie studierte von 1900 bis 1904 an der Hochschule für Musik in Berlin. Anschließend erhielt sie bis 1908 Privatunterricht bei James Kwast, José Vianna da Motta, Carl Friedberg sowie Bruno Eisner.
1914 heiratete Edith Weiss den Kunstmaler Wilhelm Mann (1882–1957).
Nach der Rückkehr in ihre Geburtsstadt prägte sie das dortige kulturelle Leben der 1920er- und 30er-Jahre durch ihr vielfältiges musikalisches Wirken. Sie arbeitete als private Klavierlehrerin und gehörte dem Musikausschuss der Gesellschaft der Freunde des vaterländischen Schul- und Erziehungswesens an, für die sie gemeinsam mit anderen Künstlern „Musikvorträge für die Jugend“ anbot. Da zu dieser Zeit in Hamburg noch keine Musikhochschule existierte, unterrichtete sie an der Universität Hamburg angehende Musiklehrer. 1923 beteiligte sie sich am Aufbau der Volksmusikhochschule. Im Bereich der Pädagogik wählte sie mitunter neue und ungewöhnliche Methoden und wendete Konzepte der Reformpädagogik an, mit denen sie zu einer Wegbereiterin wurde.

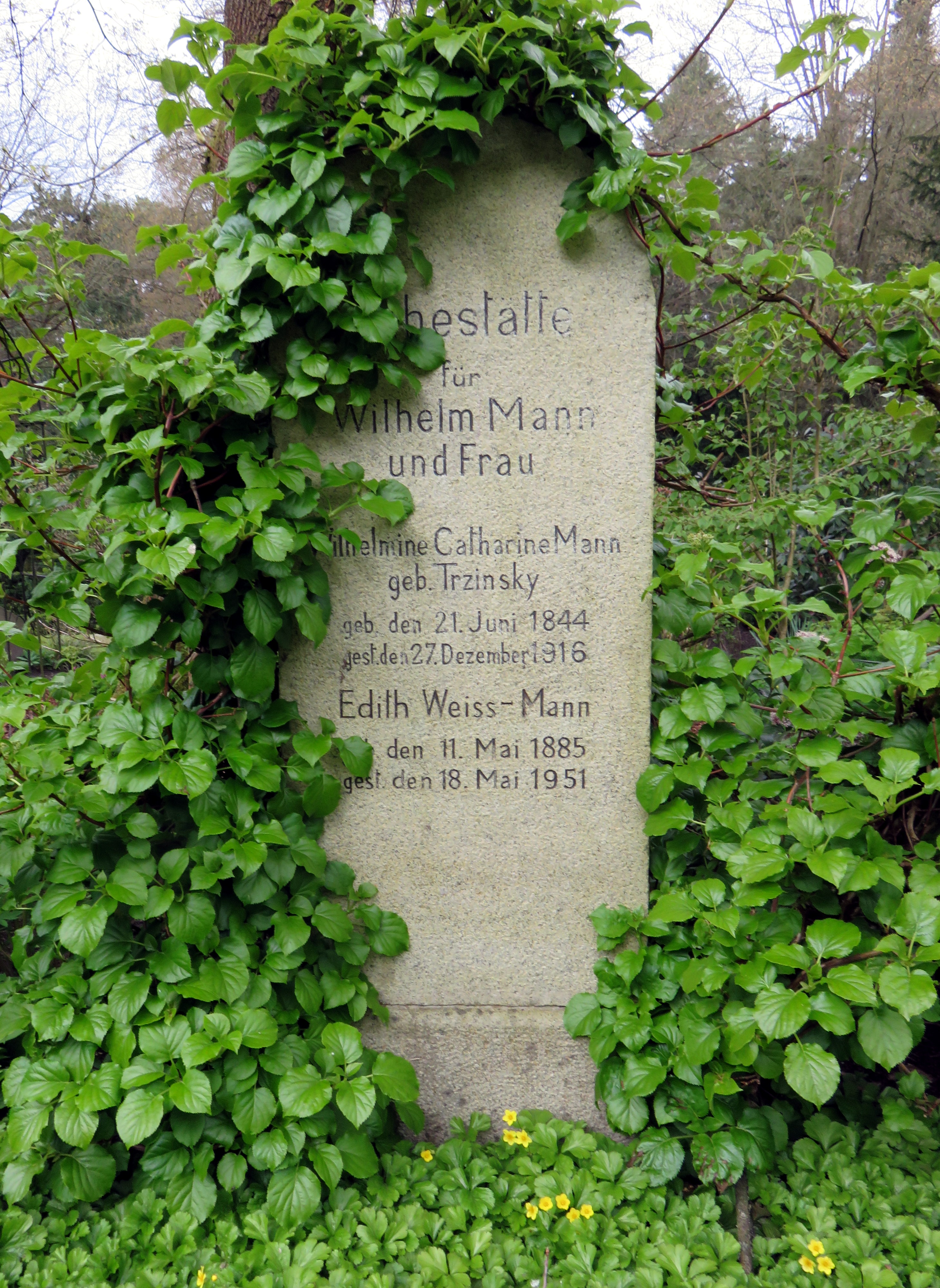
Historischer Stein im Garten der Frauen auf dem Friedhof Ohlsdorf

Als Künstlerin gehörte Edith Weiss-Mann zu den ersten Frauen, die dem Cembalo eine neue Bedeutung verschafften. Sie beteiligte sich 1925 an der Gründung der Vereinigung zur Pflege alter Musik, deren Konzerte zunächst im Museum für Hamburgische Geschichte dargeboten wurden. Aufgrund des großen Zuschauerzuspruchs fanden die Konzerte schnell im Kleinen Saal der Hamburger Musikhalle statt. Weiss-Mann spielte auf einem von Johann George Steingraeber gebauten Cembalo nicht nur barocke Stücke, sondern auch zeitgenössische Werke. Dabei versuchte sie, die Komponisten zur Mitwirkung zu gewinnen. Außerdem verfasste sie Kritiken, die in renommierten in- und ausländischen Blättern und der Fachpresse für zeitgenössische Musik erschienen.
Da sie jüdischer Herkunft war, musste Edith Weiss-Mann nach der Machtergreifung 1933 alle Lehrämter abgeben. Weitere öffentliche Auftritte waren ihr nur im Jüdischen Kulturbund möglich. Aufgrund zunehmender Restriktionen wanderte sie 1939 nach New York City aus, wo sie im Alter von mehr als 50 Jahren eine erfolgreiche Cembalistin wurde. Im Herbst 1940 feierte sie dort ihren größten Erfolg, indem sie unter dem Dirigat Otto Klemperers alle Cembalokonzerte von Johann Sebastian Bach und der norddeutschen Meister des Barocks einspielte.
Edith Weiss-Mann lebte zuletzt bei ihrem Sohn, dem Musikwissenschaftler Alfred Mann, in dessen Haus sie 1951 starb.
Ihre Asche wurde in ihre Geburtsstadt überführt. Die letzte Ruhestätte fand sie auf dem Grab der Schwiegereltern auf dem Friedhof Ohlsdorf. Heute erinnert ihr Grabstein im Garten der Frauen an die Musikerin.